# Praça Clarimundo Carneiro
A Praça Clarimundo Carneiro, é uma das principais praças da cidade de Uberlândia, no Triângulo Mineiro, Sudeste do Brasil. 

## Um pouco da história
- No centro da praça, há um coreto e o Palácio dos Leões, que era a antiga Câmara Municipal da cidade, e que hoje é o Museu Municipal.[2]
- O primeiro nome da praça foi: Praça da Liberdade.
- Ela foi construída numa área onde era o segundo cemitério da cidade, que em meados de 1898 foi desativado, e em 1908, deu início as obras do local, na qual hoje é a Praça Clarimundo Carneiro, localizada oficialmente no Bairro Fundinho, na região central de Uberlândia, porém, popularmente a Praça Clarimundo Carneiro fica no centro da cidade.

## Localização
- A Praça Clarimundo Carneiro, está localizada entre as avenidas João Pinheiro, Afonso Pena e rua Bernardo Guimarães, bairro Fundinho, região central de Uberlândia-MG.